# San Lorenzo de Morúnys
San Lorenzo de Morunys, o San Lorenzo de Morúnys (misma pronunciación que sin tilde) antes de 1860 conocido como San Lorenzo de Moruns, (en catalán y oficialmente Sant Llorenç de Morunys), es un municipio de España. Se encuentra en la comarca catalana del Solsonés, en la provincia de Lérida, situado al norte de Solsona, en el valle de Lord, al pie de la sierra de Port del Comte. Incluye un enclave entre los municipios de Guixes y Navés donde se halla el santuario de la Virgen de Lord.
La localidad se conocía en otros tiempos como Sant Llorenç dels Piteus, debido a la inmigración en época medieval de tejedores procedentes de la región francesa del Poitou.[cita requerida]
Su iglesia parroquial (cuyo edificio formaba parte del antiguo Monasterio de San Lorenzo de Morunys) tiene la consideración de Bien de Interés Cultural.

## Geografía humana

### Demografía
Cuenta con una población de 1003 habitantes (INE 2024).
| Gráfica de evolución demográfica de San Lorenzo de Morúnys entre 1842 y 2021 |
| |
| Población de derecho según los censos de población del INE Población de hecho según los censos de población del INEEn estos censos se denominaba San Lorenzo de Moruns: 1842, 1857 y 1860 En estos censos se denominaba San Lorenzo de Morunys: 1877, 1887, 1897, 1900, 1910, 1920, 1930, 1940, 1950, 1960 y 1970 |

| 1900 | 1930 | 1950 | 1970 | 1981 | 1986 |
| ---- | ---- | ---- | ---- | ---- | ---- |
| 769  | 653  | 665  | 811  | 889  | 885  |

### Economía
La economía del municipio se basa en la agricultura, la ganadería y la industria alimentaria y maderera. En otros tiempos tuvo importancia la fabricación de paños. Actualmente uno de los sectores económicos más importantes es el turismo, especialmente el derivado de la estación de esquí de Port del Comte.